# Искрцавање у Нормандији
Искрцавање на Нормандији (шифра операција Нептун) су биле десантне операције 6. јуна 1944. на почетку савезничке операције Оверлорд током Другог светског ратa. Операција је била највећа поморска инвазија у историји и њоме је почела инвазија на западну Европу под немачком окупацијом, која је довела до ослобођења Француске од нацистичке контроле и допринела савезничкој победи у рату.
Планирање операције почело је 1943. У месецима пре инвазије, Савезници су извели огромне војне варке, назване операција Бодигард, да би заварали Немце у вези места и датума главног савезничког искрцавања. Временске прилике за дан Д су биле далеко од идеалних, али би померање искрцавања значило одлагање за најмање две недеље, јер су планери инвазије као услове за инвазију имали месечеве мене, плиму и осеку и доба дана, што би значило да је само пар дана сваког месеца било одговарајуће. Хитлер је поставио фелдмаршала Ервина Ромела на челу немачких снага и плана изградње фортификација дуж Атлантског бедема у очекивању савезничке инвазије.
Амфибијским десантима су претходила велика ваздушна и поморска бомбардовања и падобрански десант око 24.000 британских, америчких и канадских падобранаца мало иза поноћи. Савезничка пешадија и оклопне дивизије су почели искрцавање на обалама Француске у 6:30 ујутро. Циљ је био 80 km дуг појас нормандијске обале подељен у пет сектора: Јута, Омаха, Голд, Џуно и Сорд. Јаки ветрови су одували десантне бродове источно од планираних положаја, нарочито на плажама Јута и Омаха. Војници су се искрцали под јаком ватром из ватрених положаја који су надзирали плаже, а обале су биле миниране и прекривене препрекама као што су дрвени колци, метални троношци и бодљикава жица, што је учинило задатак тимовима за чишћење плажа тешким и опасним. Жртве су биле највеће на плажи Омаха, због њених високих литица. На плажама Голџ, Џуно и Сорд неколико утврђених градова је освојено борбама за сваку кућу, а две велике топовске батерије на плажи Голд су биле ликвидиране коришћењем специјализованих тенкова.
Савезници нису успели да првог дана испуне све своје циљеве. Карантан, Сен Ло и Баје су остали у немачком поседу, а град Кан, важан циљ, није био освојен све до 21. јула. Само су две плаже (Џуно и Голд) биле повезане првог дана, а свих пет мостобрана није било повезано до 12. јуна. Ипак, операцијом је стечено упориште које су Савезници постепено ширили у следећим месецима. Немачки губици на дан Д су били око 1000 људи. Савезнички губици су били најмање 10000, уз 4414 потврђених мртвих.

## Операције
Операција Оверлорд је назив који је додељен за успостављање велике ложе на континенту. Прва фаза, амфибијска инвазија и успостављање безбедног упоришта, носила је кодни назив Операција Нептун. Да би се стекла надмоћ у ваздуху потребну да би се извршила инвазија, савезници су предузели кампању бомбардовања (кодног назива Операција Поинтбланк) која је циљала немачку производњу авиона, снабдевање горивом и аеродроме. Сложене обмане, под шифрованим називом Операција Бодигард, предузете су месецима који су претходили инвазији да би спречили Немце од сазнавања времена и локације инвазије.